# Консельейру-Пена
Консельейру-Пена (порт. Conselheiro Pena) — муниципалитет в Бразилии, входит в штат Минас-Жерайс. Составная часть мезорегиона Вали-ду-Риу-Доси. Входит в экономико-статистический микрорегион Айморес. Население составляет 21 793 человека на 2007 год. Занимает площадь 1408,017 км². Плотность населения — 15,47 чел./км².
Праздник города — 14 декабря.

## История
Город основан в 1938 год]у.

## Статистика
- Валовой внутренний продукт на 2003 год составляет 87 080 698,00 реалов (данные: Бразильский институт географии и статистики).
- Валовой внутренний продукт на душу населения на 2003 год составляет 4134,69 реалов (данные: Бразильский институт географии и статистики).
- Индекс развития человеческого потенциала на 2000 год составляет 0,734 (данные: Программа развития ООН).